# Ясон Бадридзе
Ясон Константинович Бадридзе е грузински учен етолог, доктор на биологичните науки, почетен професор в Държавния университет в Тбилиси. Известен е с живота си сред вълци 2 години в естествени условия.

## Биография
Роден е в Тбилиси на 26 януари 1944 г. През 1967 г. завършва Биологичния факултет на Тбилиския държавен университет.
След дипломирането си работи в Института по физиология на Академията на науките на Грузинската ССР, изучава неврофизиологичните механизми на поведение. След това се премества в Института по зоология на Академията на науките на Грузия, където с течение на времето оглавява сектора на поведението на животните и етологията. През 1987 г. защитава дисертация на тема „Онтогенеза на хранителното поведение на вълка“. През 1997 г. защитава докторска дисертация на тема „Въвеждане в природата на големи хищни бозайници, отгледани в плен – проблем и метод“.

## Научен принос
Почти 20 години от живота си Бадридзе изучава поведението на вълка. Самият той живее във вълча глутница 2 години почти без прекъсване. Публикува книгата „Вълк. Въпроси по онтогенезата на поведението и проблеми с начина на реинтродукция“, в която по примера на вълка като хищник от модела описва проблема и начина на подготовка за интродуциране на едри хищници, хванати в плен, и необходимите условия за отглеждане на животните в процеса на постнаталната онтогенеза, за формиране на поведение, включително способност за рационална дейност, в рамките на нормалните граници, характерни за вида.
През 1970-те години изобретява електронна яка за експериментална работа с вълци.

## Обществено признаване
За живота и научната дейност на Бадридзе има няколко документални филма и телевизионно интервю, а също така и художествена биография, публикувана в отделна книга.